# Цитрус дайдай
Дайдай (яп. 橙 або 臭橙; кит.: 酸橙; кор. 광귤) — азійський різновид померанцю. Дайдай виник у Гімалаях. Він поширився в районі долини річки Янцзи, а згодом і в Японії. 
Японське слово для означення помаранчевого кольору дайдай-іро (яп. だいだい色,) походить від назви цього фрукта.

## Опис

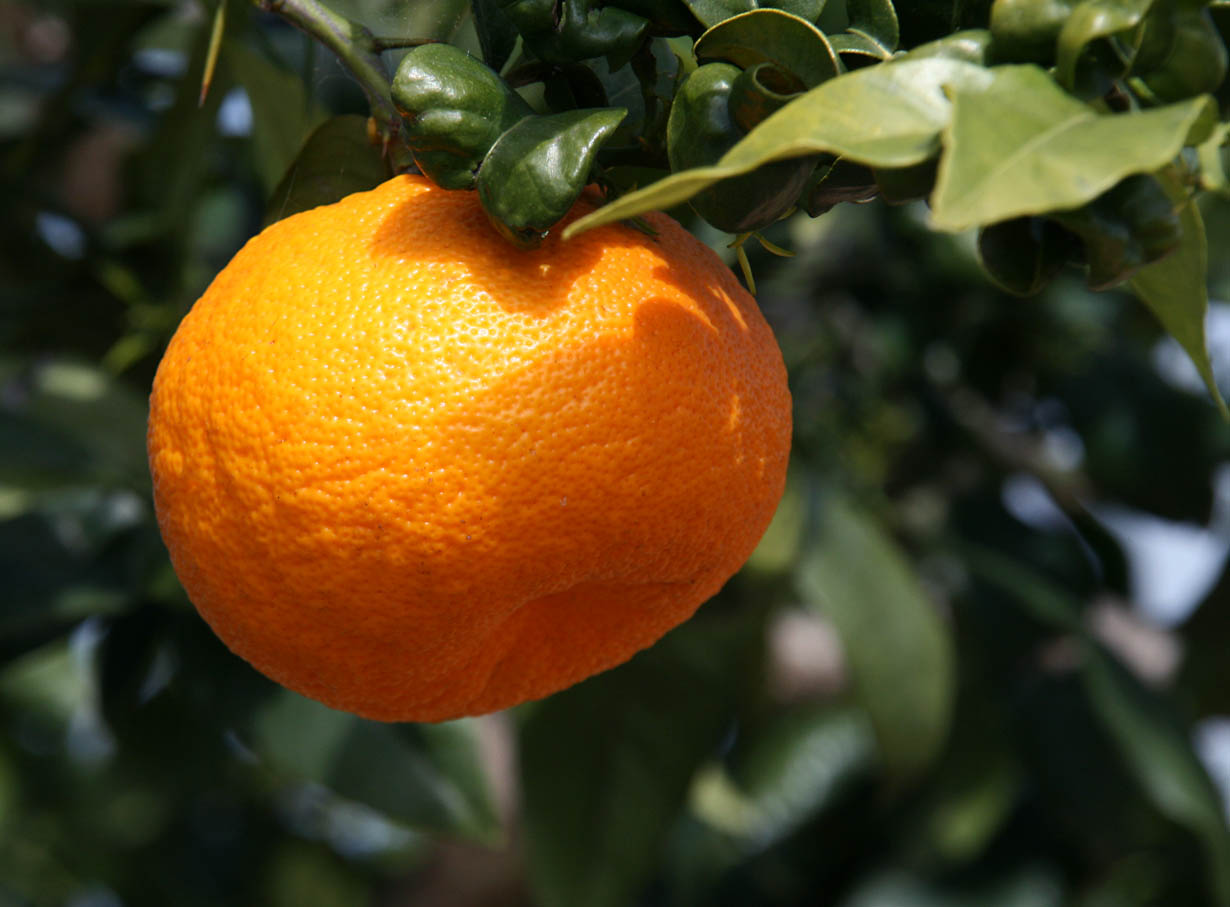
Плід дайдаю.

Це вічнозелене невелике дерево заввишки 4-5 метрів, що має колючки на гілках. Сезон цвітіння — початок літа (травень-червень). На кінчику гілки розпускається від однієї до декількох п’ятипелюсткових білих квіток. Плоди дозрівають взимку і набувають жовтого кольору. Колір плодів втрачає жовтуватий відтінок і навесні стає зеленішим. 
Черешок має форму крила і має звуження на межі з пластинкою листа. Плоди мають діаметр 7-8 см, після зими вони не опадають з дерева, а залишаються на гілках дерева впродовж 2-3 років. 

## Використання
Існує два основних сорти — кабосу(яп. 臭橙)  і кайсейто(яп. 回青橙) , причому останній дає менші плоди ніж перший. Плід дуже гіркий, і його зазвичай не їдять, але його сушена шкірка використовується в кампо (японська адаптація китайської медицини). Сушена шкірка молодих фруктів називається кіджіцу (яп. 枳実), і застосовується як шлунковий та відхаркувальний засіб, а також проносне. Шкірку дозрілого дайдаю називають тогі(яп. 橙皮) і використовують як запашний шлунковий та відхаркувальний засіб.
Сік дайдаю можна використовувати як інгредієнт для приготування понзу.

## Культурний аспект

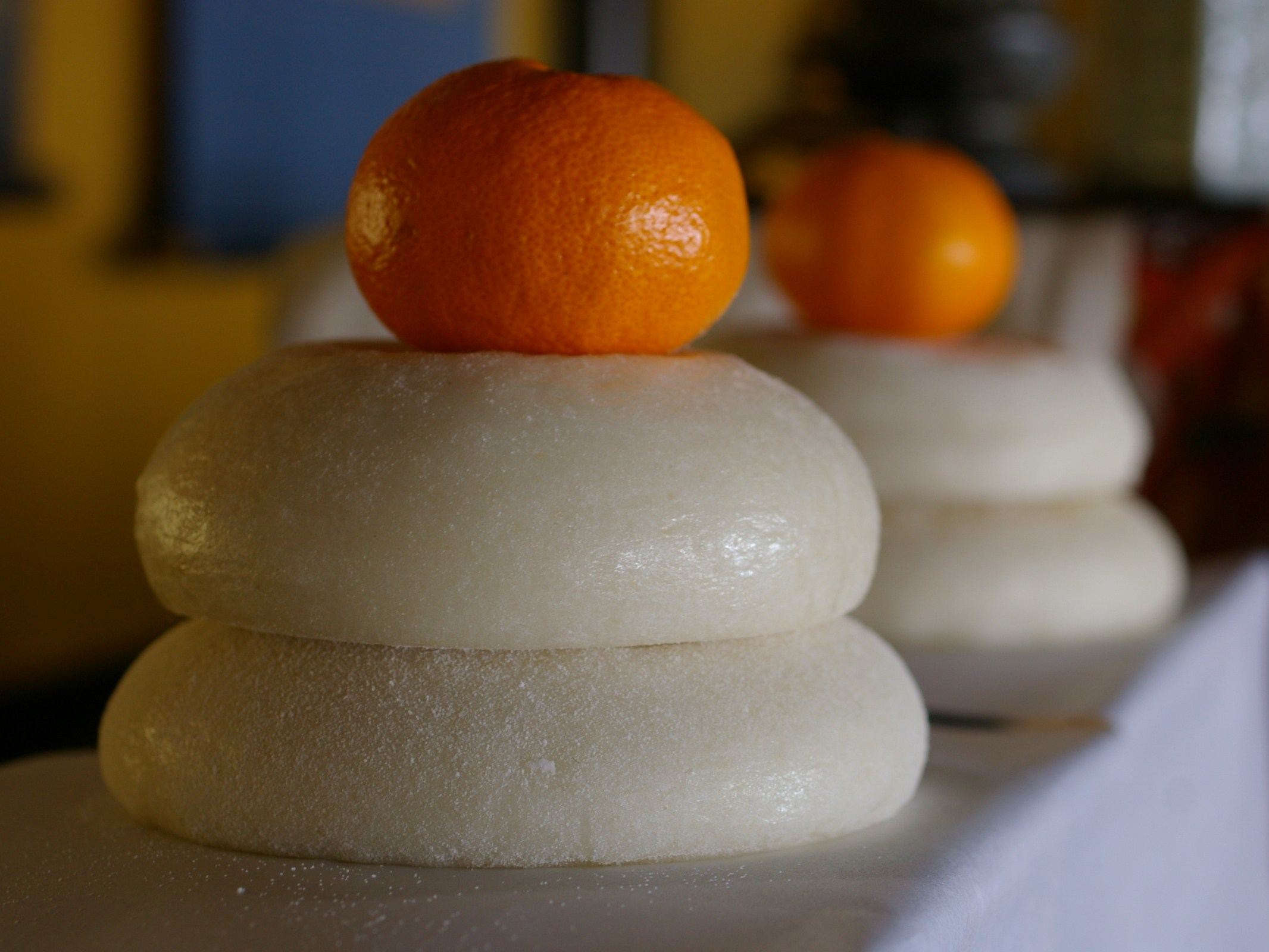
Каґамі-мочі.

Назва дайдай, що спочатку означала "кілька поколінь" (і записувалася як  代代 або  代々), походила від незірваних плодів, що провисіли на дереві кілька років; таким чином, дерево може мати плоди від більш ніж одного сезону чи з декількох років одночасно. 
Інша гіпотеза походження назви стосується форми чашечки кайсеіто, яка виглядає ступінчастою і плід ніби лежить на двох п’єдесталахдайдай (яп. 台々,). Тому люди також називали його "дайдай на пьєдесталі" за-даїдай (яп. 座橙々,).
Дайдай використовується як прикраса під час святкування японського Нового року як символ сім'ї, яка продовжується поколіннями, люди кладуть фрукти поверх каґамі мочі — стосу з двох-трьох круглих і пласких мочі. Вважається, що ця традиція походить з періоду Едо.
Список рослин (база даних наукових назв рослин) досі не визначив дайдай як справжній вид.